# Ocyptamus trabis
Ocyptamus trabis är en tvåvingeart som först beskrevs av Fluke 1942.  Ocyptamus trabis ingår i släktet Ocyptamus och familjen blomflugor. Inga underarter finns listade i Catalogue of Life.